# Vita (Schaumstoffhersteller)

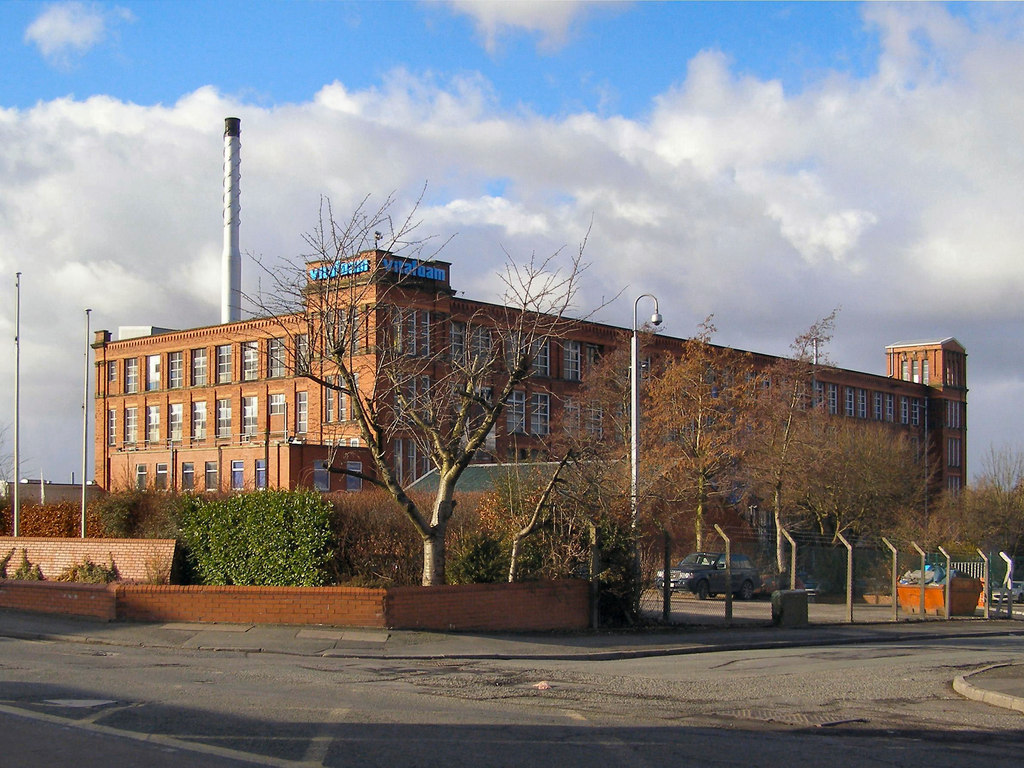
Stammwerk in Middleton

Vita (von 1967 bis 2005 British Vita) ist ein 1949 gegründeter Hersteller von verschiedenen Schäumen. Die Firmenzentrale des international tätigen Konzerns befindet sich in Middleton, Greater Manchester, Vereinigtes Königreich.

## Unternehmensstruktur
Das Unternehmen wurde 1949 von Norman Grimshaw gegründet. In den 1990er Jahren wurde die British Vita PLC zur The Vita Group. Vita wurde lange von der TPG Partners IV-AIV, L.P. mit Sitz auf den Kaimaninseln kontrolliert. Die Vita Cayman Limited war oberste übergeordnete Gesellschaft, welche die Holding Vita (Lux III) S.à r.l mit Sitz in Luxemburg besaß. Nach außen trat das Unternehmen über die Vita (Unlimited) Group in England auf. Heute firmiert das Unternehmen als Vita (Holdings) Limited.
Anfang 2014 wurde gegen Vita gemeinsam mit Eurofoam, Carpenter und Recticel eine Kartellstrafe in Höhe von 15 Mio. € verhängt.

## Produkte
Zu den Produkten gehören Schäume aus PU- und Latex sowie behandelte Produkte wie retikulierte Schäume.